# Montañas Zab
Las montañas Zab, también conocidas como montañas Ziban, son una cadena montañosa en Argelia ubicada en el este del país y que forma parte del Atlas sahariano.

## Geografía

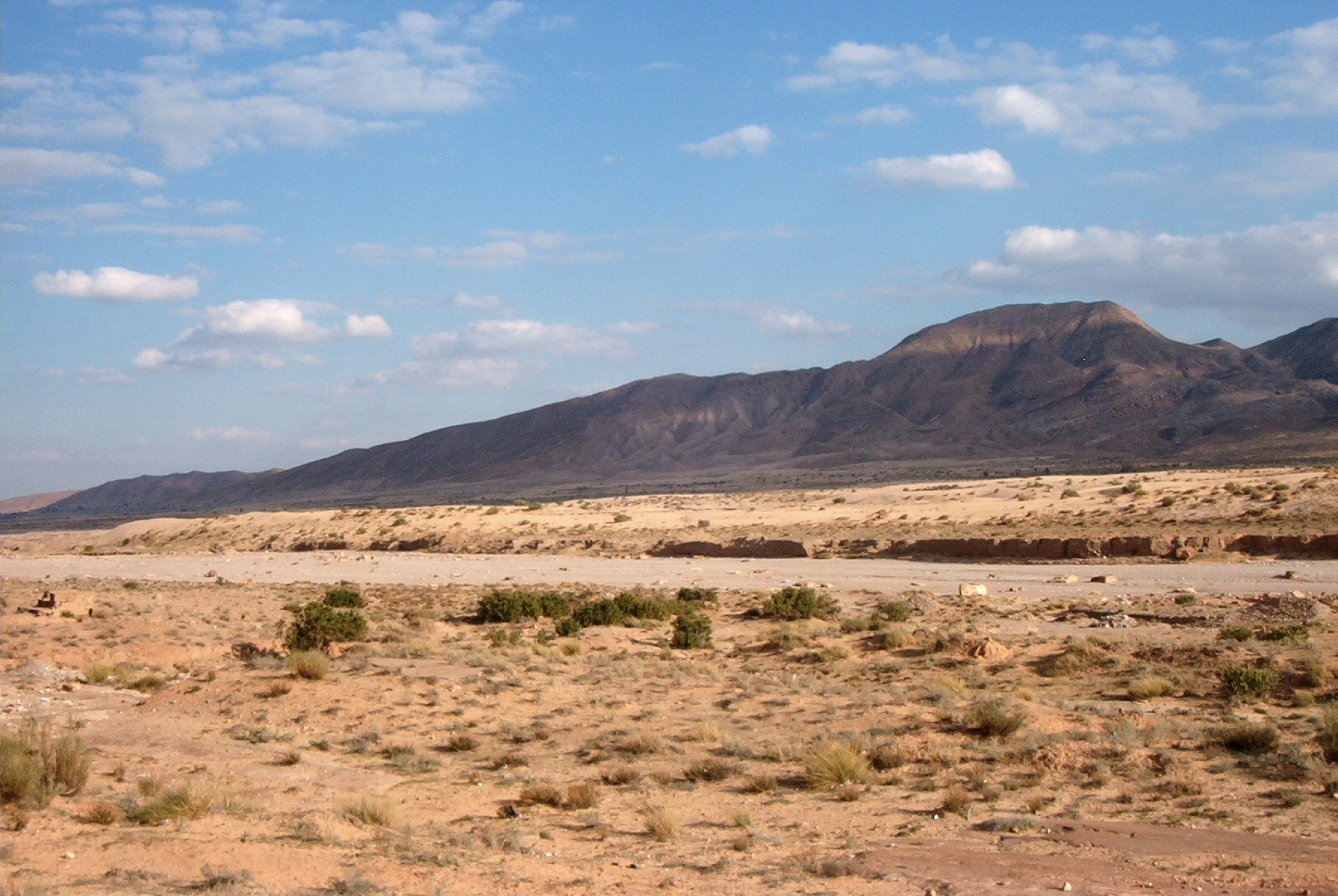
Vista de las montañas de Zab cerca del puerto de Chaïba.

Las montañas Zab forman parte del Atlas sahariano y se encuentran entre el macizo de Aurés al este y las montañas de Ouled Naïl al oeste. Están formados por una serie de montañas: Zab al-Gharbi o Zab occidental y Zab al-Chergui o Zab oriental.
El macizo se encuentra al oeste de la ciudad de Biskra. A sus pies se extienden los oasis de Ziban. Las precipitaciones no superan los 300 mm por año.